# Liberyny
Liberyny (hormony uwalniające) – hormony, które uwalniają hormony tropowe przedniego płata przysadki mózgowej. Do liberyn należą m.in.:
- kortykoliberyna
- gonadoliberyna
- somatoliberyna
- tyreoliberyna
- prolaktoliberyna